# Hope Island Indian Reserve 1
Hope Island Indian Reserve 1 är ett reservat i Kanada.   Det ligger i Regional District of Mount Waddington och provinsen British Columbia, i den sydvästra delen av landet, 3 800 km väster om huvudstaden Ottawa. Hope Island Indian Reserve 1 ligger på ön Hope Island.
Trakten runt Hope Island Indian Reserve 1 är nära nog obefolkad, med mindre än två invånare per kvadratkilometer.